# Morillon
Morillon is een gemeente in het Franse departement Haute-Savoie (regio Auvergne-Rhône-Alpes). De plaats maakt deel uit van het arrondissement Bonneville. Morillon telde op 1 januari 2022 694 inwoners.

## Geografie
De oppervlakte van Morillon bedroeg op 1 januari 2022 14,51 vierkante kilometer; de bevolkingsdichtheid was toen 47,8 inwoners per km².

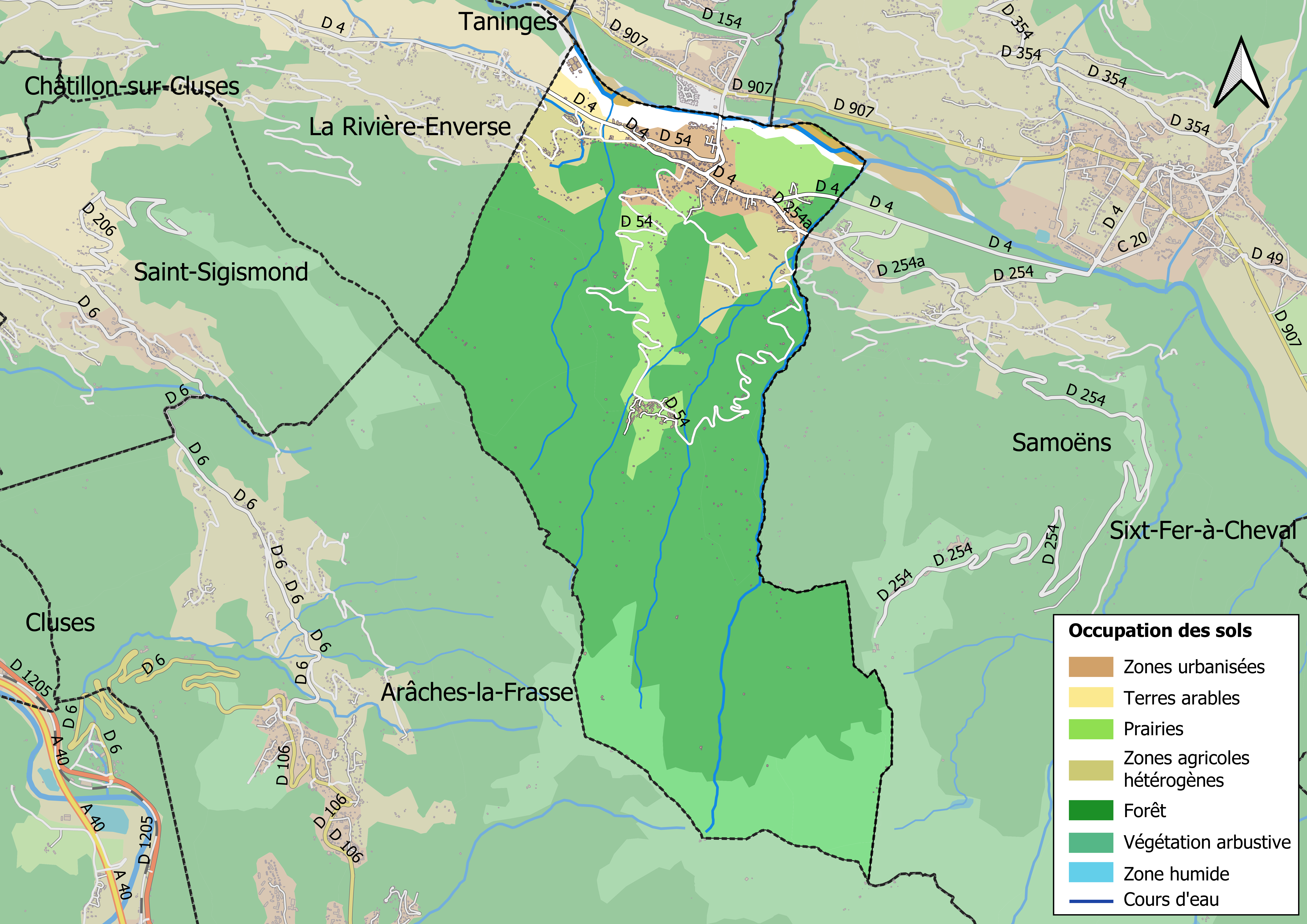
Kaart van de gemeente met de belangrijkste infrastructuur, bodemgebruik en omliggende gemeenten

## Demografie
Onderstaande figuur toont het verloop van het inwonertal (bron: INSEE-tellingen).